# Hof ter Brugge

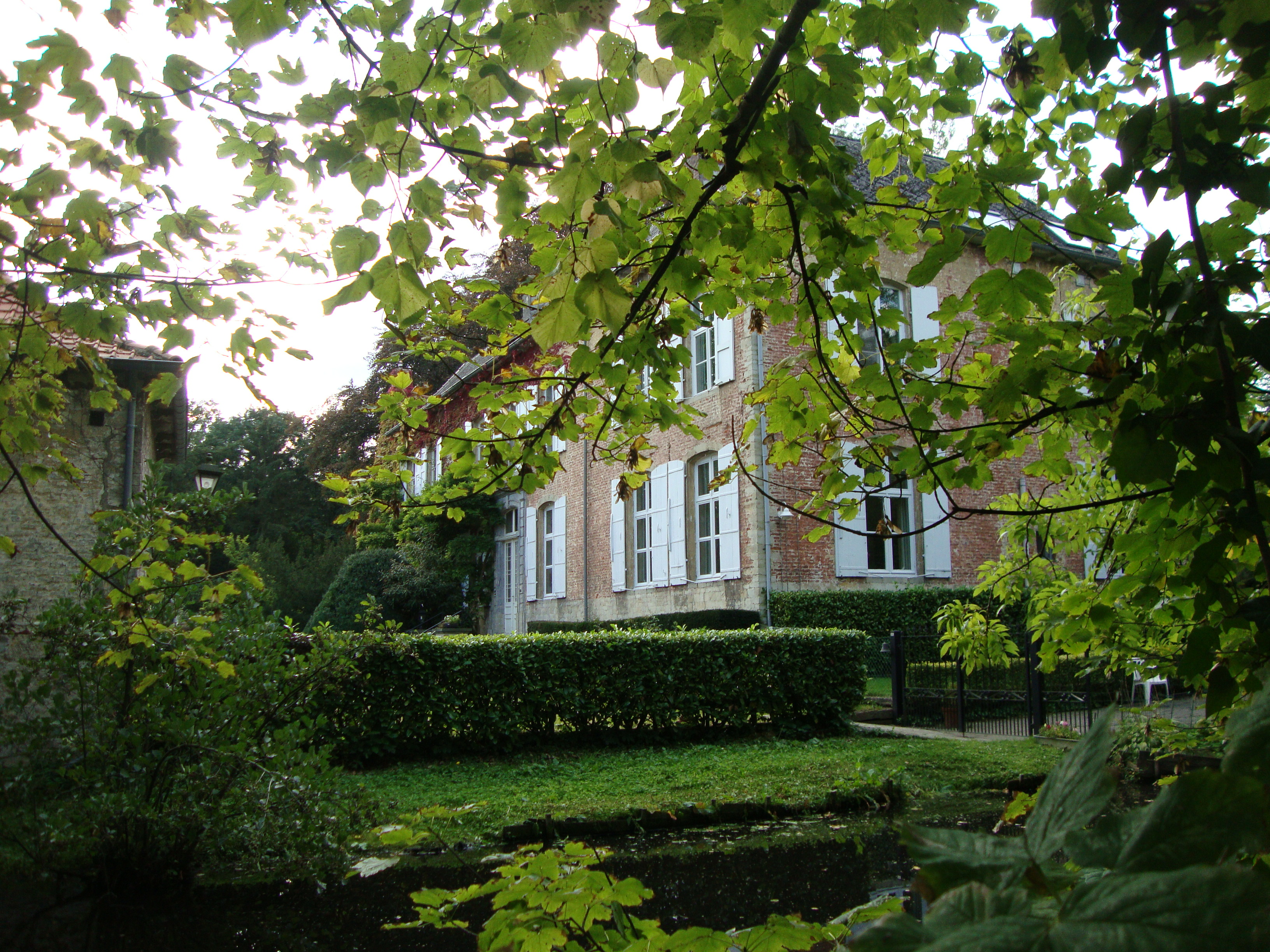
Hof ter Brugge in Erps-Kwerps

Hof ter Brugge is een waterburcht in de Vlaams-Brabantse gemeente Kortenberg in het centrum van België.
Hof ter Brugge ligt in de deelgemeente Erps-Kwerps op de grens van Erps en Kwerps en de huidige gebouwen dateren uit de 17de eeuw.
De oorspronkelijk Middeleeuwse nederzetting wordt een eerste maal vermeld in de 12de eeuw.
De poorttoren met duiventil is 18de-eeuws in een stijl die verwant is met het Franse classicisme: baksteen en zandsteen wisselen elkaar evenwichtig en sierlijk af. Het U-vormige complex was oorspronkelijk volledig met een gracht omringd, maar die werd in de 19de eeuw grotendeels gedempt.
Het geheel werd in 1993 erkend als monument van onroerend erfgoed en behoort tot het cultureel erfgoed in België.
Het Hof ter Brugge is beter bekend als het 'rattenkasteel' uit Het Rattenkasteel, het vierde Nero-album van Marc Sleen.